# Teodora di Grecia (principessa 1983)
Teodora di Grecia (in greco moderno Θεοδώρα της Ελλάδος; Londra, 9 giugno 1983) è una principessa greca, penultimogenita di Costantino II e di Anna Maria di Danimarca.

## Biografia

### Nascita e studi

La principessa Teodora con i genitori e il fratello Filippo, nel 1986

La principessa Teodora è nata nel 1983 all'ospedale di Saint Mary a Londra. Fu battezzata il 10 ottobre nella Cattedrale di Santa Sofia, avendo come padrini e madrine Michele I di Romania, Elisabetta II del Regno Unito, la zia paterna Sofia, la zia materna Margherita II e Alessandro di Jugoslavia.
Dal 1994 al 2001 studiò alla Woldingham School e in seguito frequentò il St. Philip's College in Australia. Entrò all'Università Brown di Providence con il nome di Theodora Greece e frequentò alcune lezioni della Northeastern University di Boston. Nel 2006 ottenne il Bachelor of Arts in Arti Teatrali e da allora seguì dei corsi alla Central Saint Martins di Londra.

### Carriera
Nel 2009 interpretò l'Impressed Lady ne I guardiani del faro e, continuando a utilizzare il nome adottato per gli studi universitari, si trasferì a Los Angeles nel 2010. Dal 2011 al 2018 recitò in Beautiful, nel ruolo della segretaria Alison Montgomery. Nel 2015 fu Eliza in Little Boy.

### Vita privata
Nel 2016 iniziò a frequentare l'avvocato statunitense Matthew Kumar (1983), figlio di Samuel (1954) e di Yolanda "Lonnie" Sherry Richards (1953). Nel novembre 2018 venne annunciato il loro fidanzamento. La coppia si è sposata il 28 settembre 2024 nella Cattedrale metropolitana dell' Annunciazione di Atene.

## Filmografia
- De vilde svaner – film (2009)
- I guardiani del faro – film (2009)
- Sroloc – serie tv, 1 puntata (2010)
- Nevan Saunders' Quest for Fame: A Documentary, regia di Kip Griffen – commedia (2011)
- Beautiful – serie TV, 88 puntate (2011-2018)
- Amnesia – (2012)
- Shang – film TV (2013)
- Little Boy – film (2015)
- June – (2015)
- Killer Assistant – film TV (2016)
- Blind Follow – cortometraggio (2016)
- Broken Slinky Presents – serie TV, 2 puntate (2017)
- Static – cortometraggio (2018)
- The Great Awakening – (2022)

## Titoli e trattamento
- 9 giugno 1983 - attuale: Sua Altezza Reale, la principessa Teodora di Grecia e Danimarca

## Ascendenza
|                          |                          |                                      | Genitori                                                       |  |  | Nonni |  |  | Bisnonni               |  |  | Trisnonni           |  |
|                          |                          |                                      |                                                                |  |  |       |  |  | Costantino I di Grecia |  |  | Giorgio I di Grecia |  |
|                          |                          |                                      |                                                                |  |  |       |  |  | Costantino I di Grecia |  |  | Giorgio I di Grecia |  |
|                          |                          | Ol'ga Konstantinovna Romanova        |                                                                |  |  |       |  |  | Costantino I di Grecia |  |  |                     |  |
| Paolo di Grecia          |                          |                                      |                                                                |  |  |       |  |  | Costantino I di Grecia |  |  |                     |  |
|                          |                          | Sofia di Prussia                     | Federico III di Germania                                       |  |  |       |  |  |                        |  |  |                     |  |
|                          |                          | Sofia di Prussia                     | Federico III di Germania                                       |  |  |       |  |  |                        |  |  |                     |  |
|                          |                          | Sofia di Prussia                     | Vittoria di Sassonia-Coburgo-Gotha                             |  |  |       |  |  |                        |  |  |                     |  |
| Costantino II di Grecia  |                          | Sofia di Prussia                     |                                                                |  |  |       |  |  |                        |  |  |                     |  |
|                          |                          | Ernesto Augusto di Hannover          | Ernesto Augusto di Hannover                                    |  |  |       |  |  |                        |  |  |                     |  |
|                          |                          | Ernesto Augusto di Hannover          | Ernesto Augusto di Hannover                                    |  |  |       |  |  |                        |  |  |                     |  |
|                          |                          | Ernesto Augusto di Hannover          | Thyra di Danimarca                                             |  |  |       |  |  |                        |  |  |                     |  |
| Federica di Hannover     |                          | Ernesto Augusto di Hannover          |                                                                |  |  |       |  |  |                        |  |  |                     |  |
|                          |                          | Vittoria Luisa di Prussia            | Guglielmo II di Germania                                       |  |  |       |  |  |                        |  |  |                     |  |
|                          |                          | Vittoria Luisa di Prussia            | Guglielmo II di Germania                                       |  |  |       |  |  |                        |  |  |                     |  |
|                          |                          | Vittoria Luisa di Prussia            | Augusta Vittoria di Schleswig-Holstein-Sonderburg-Augustenburg |  |  |       |  |  |                        |  |  |                     |  |
| Teodora di Grecia        |                          | Vittoria Luisa di Prussia            |                                                                |  |  |       |  |  |                        |  |  |                     |  |
|                          | Cristiano X di Danimarca | Federico VIII di Danimarca           |                                                                |  |  |       |  |  |                        |  |  |                     |  |
|                          | Cristiano X di Danimarca | Federico VIII di Danimarca           |                                                                |  |  |       |  |  |                        |  |  |                     |  |
|                          | Cristiano X di Danimarca | Luisa di Svezia                      |                                                                |  |  |       |  |  |                        |  |  |                     |  |
| Federico IX di Danimarca | Cristiano X di Danimarca |                                      |                                                                |  |  |       |  |  |                        |  |  |                     |  |
|                          |                          | Alessandrina di Meclemburgo-Schwerin | Federico Francesco III di Meclemburgo-Schwerin                 |  |  |       |  |  |                        |  |  |                     |  |
|                          |                          | Alessandrina di Meclemburgo-Schwerin | Federico Francesco III di Meclemburgo-Schwerin                 |  |  |       |  |  |                        |  |  |                     |  |
|                          |                          | Alessandrina di Meclemburgo-Schwerin | Anastasija Michajlovna Romanova                                |  |  |       |  |  |                        |  |  |                     |  |
| Anna Maria di Danimarca  |                          | Alessandrina di Meclemburgo-Schwerin |                                                                |  |  |       |  |  |                        |  |  |                     |  |
|                          |                          | Gustavo VI Adolfo di Svezia          | Gustavo V di Svezia                                            |  |  |       |  |  |                        |  |  |                     |  |
|                          |                          | Gustavo VI Adolfo di Svezia          | Gustavo V di Svezia                                            |  |  |       |  |  |                        |  |  |                     |  |
|                          |                          | Gustavo VI Adolfo di Svezia          | Vittoria di Baden                                              |  |  |       |  |  |                        |  |  |                     |  |
| Ingrid di Svezia         |                          | Gustavo VI Adolfo di Svezia          |                                                                |  |  |       |  |  |                        |  |  |                     |  |
|                          |                          | Margherita di Connaught              | Arturo di Sassonia-Coburgo-Gotha                               |  |  |       |  |  |                        |  |  |                     |  |
|                          |                          | Margherita di Connaught              | Arturo di Sassonia-Coburgo-Gotha                               |  |  |       |  |  |                        |  |  |                     |  |
|                          |                          | Margherita di Connaught              | Luisa Margherita di Prussia                                    |  |  |       |  |  |                        |  |  |                     |  |
|                          |                          | Margherita di Connaught              |                                                                |  |  |       |  |  |                        |  |  |                     |  |